# Жоффрой Матьє
Жоффрой Матьє (фр. Geoffroy Mathieu, 1 червня 1997) — французький плавець.